# Convento de San Juan Bautista de Santa Clara
El Convento de San Juan Bautista de Santa Clara fue un convento de monjas de la Iglesia católica que data del siglo XVI de una de las Órdenes Mendicantes, establecido en lo que en la actualidad es el estado Mérida en la Región Andina al occidente del país sudamericano de Venezuela. Fue cerrado en el año 1874 bajo el gobierno del general Antonio Guzmán Blanco junto todos los otros conventos que funcionaban en esa época. Su establecimiento había sido autorizado en el año 1650 por Felipe IV, en ese entonces rey de España.